# Bibasilaris erythea
Bibasilaris erythea är en fjärilsart som beskrevs av Druce 1900. Bibasilaris erythea ingår i släktet Bibasilaris och familjen mott. Inga underarter finns listade i Catalogue of Life.